# Provincia di San Pedro de Macorís
San Pedro de Macorís è una delle 32 province della Repubblica Dominicana. Il suo capoluogo è San Pedro de Macorís.

## Geografia antropica

### Suddivisioni amministrative
La provincia si suddivide in 6 comuni e 2 distretti municipali (distrito municipal - D.M.):
- Consuelo
- Guayacanes
- Quisqueya
- Ramón Santana
- San José de los Llanos
- San Pedro de Macorís